# 다니엘 누녜스
다니엘 누녜스(스페인어: Daniel Núñez, 1958년 9월 12일 ~ )는 전 쿠바의 역도 선수이다.
산티아고데쿠바 출신으로 1979년 팬아메리칸 게임과 1980년 하계 올림픽에서 밴텀급 금메달을 획득하였다.
1982년 중앙아메리카 카리브해 경기에서 인상을 위한 세계 기록을 세웠다.
1983년 팬아메리칸 게임에서 누녜스와 다른 선수들이 단백 동화의 약물을 복용하여 메달을 박탈당하였다.